# Spravedlnost (Lužické hory)
Spravedlnost (německy Irrichtberg, místní lidové označení Soudňák)[zdroj?] je zalesněný čedičový vrch (534 m n. m.) v Lužických horách, 1 km jižně od Doubice a asi 5 km jihozápadně od Krásné Lípy. Výhledová plošina na skalnatém vrcholku je opatřena zábradlím. Na severovýchodě svahu skalisko z pěti mocných čedičových sloupů zvaná Malá Spravedlnost. Vrchol byl místem výkonu hrdelního práva města Chřibská. Vrch je opředen pověstmi o strašidelném duchu Rohálovi (Hörndl) Z vyhlídkové plošiny je krásný výhled na západní část Lužických hor a na České Švýcarsko.
Vrcholová partie je chráněna jako přírodní rezervace Spravedlnost.

## Fotogalerie

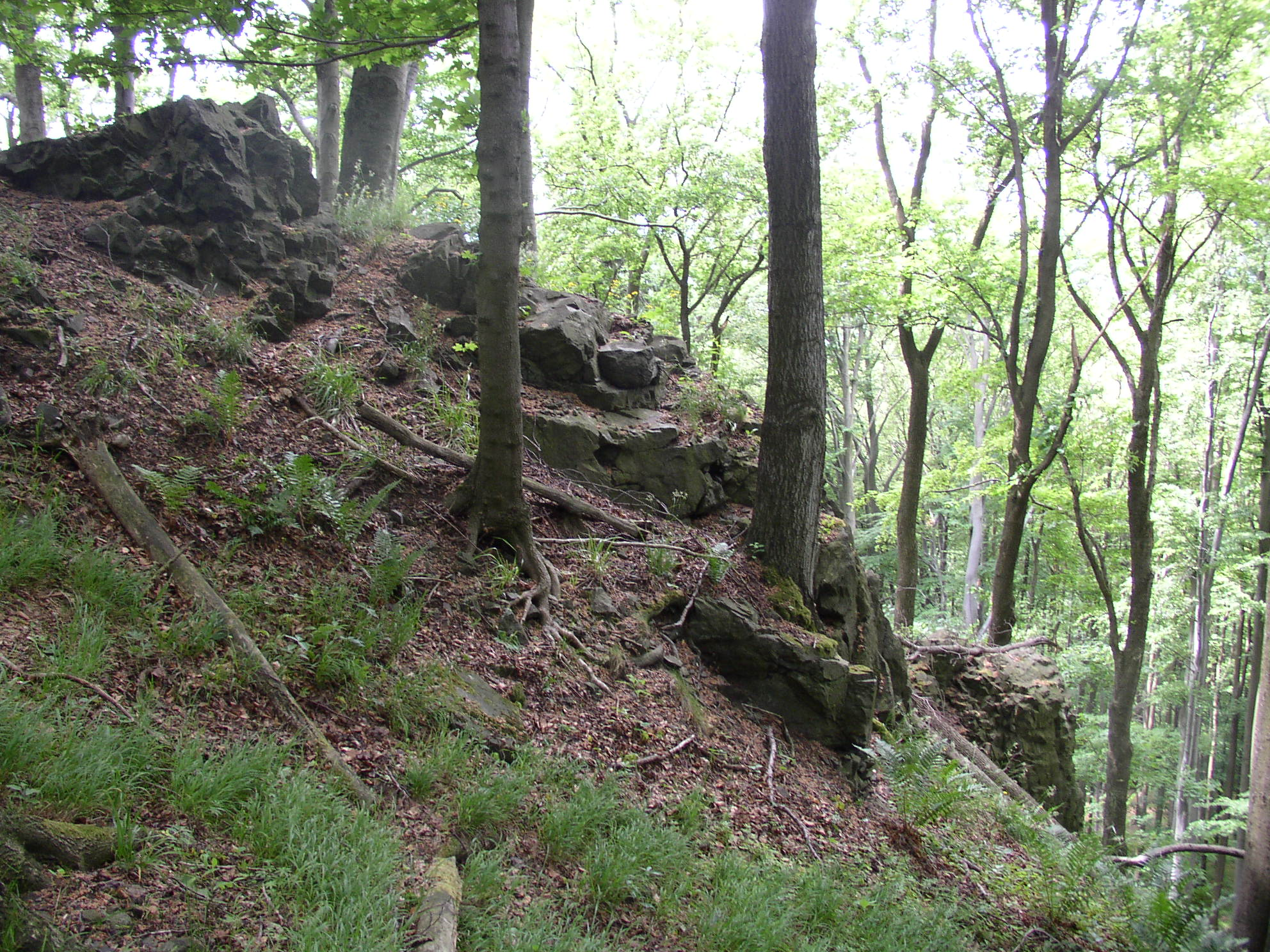
Vrcholové skalky na Spravedlnosti
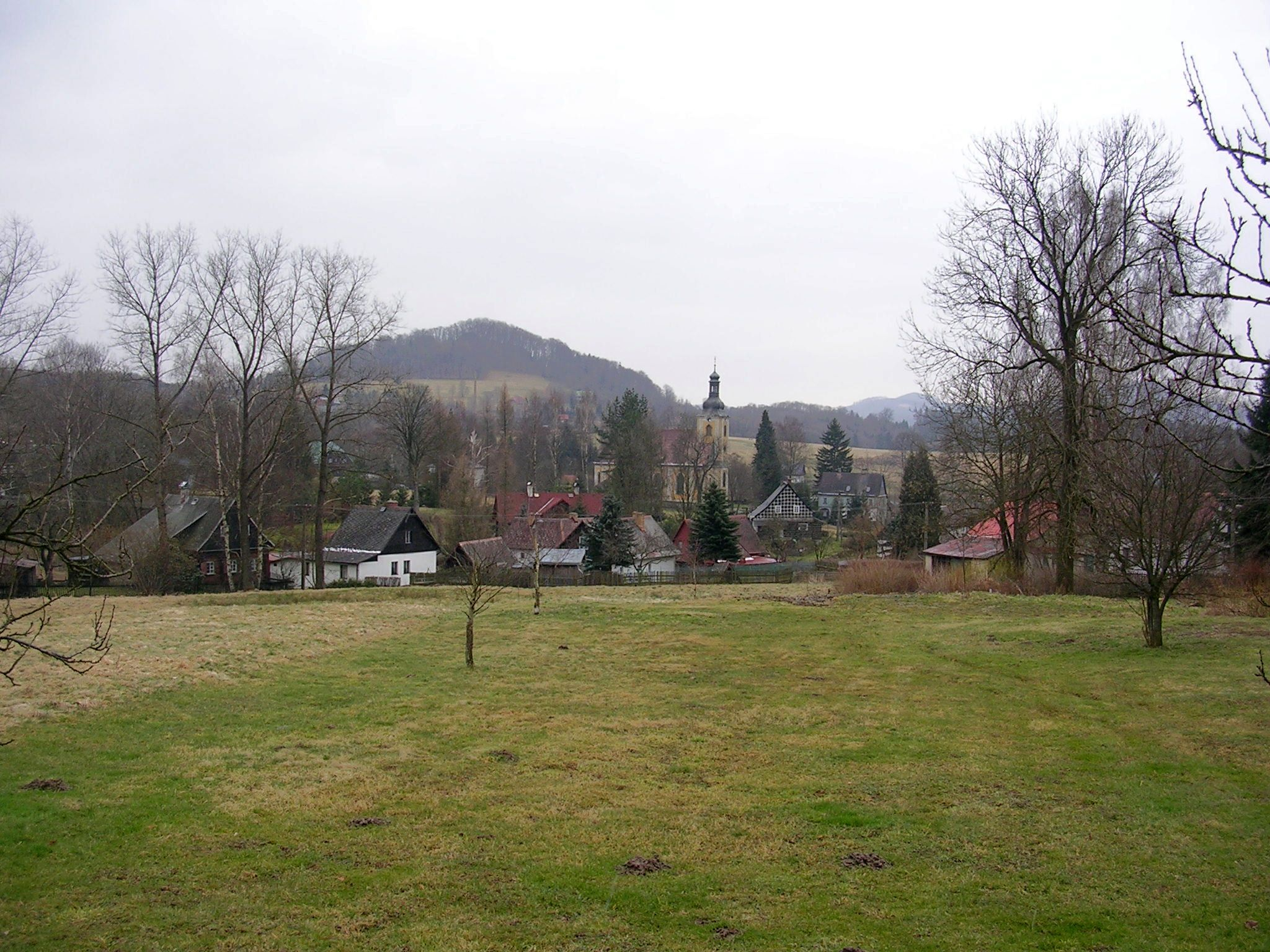
Pohled od severu na Doubici a Spravedlnost
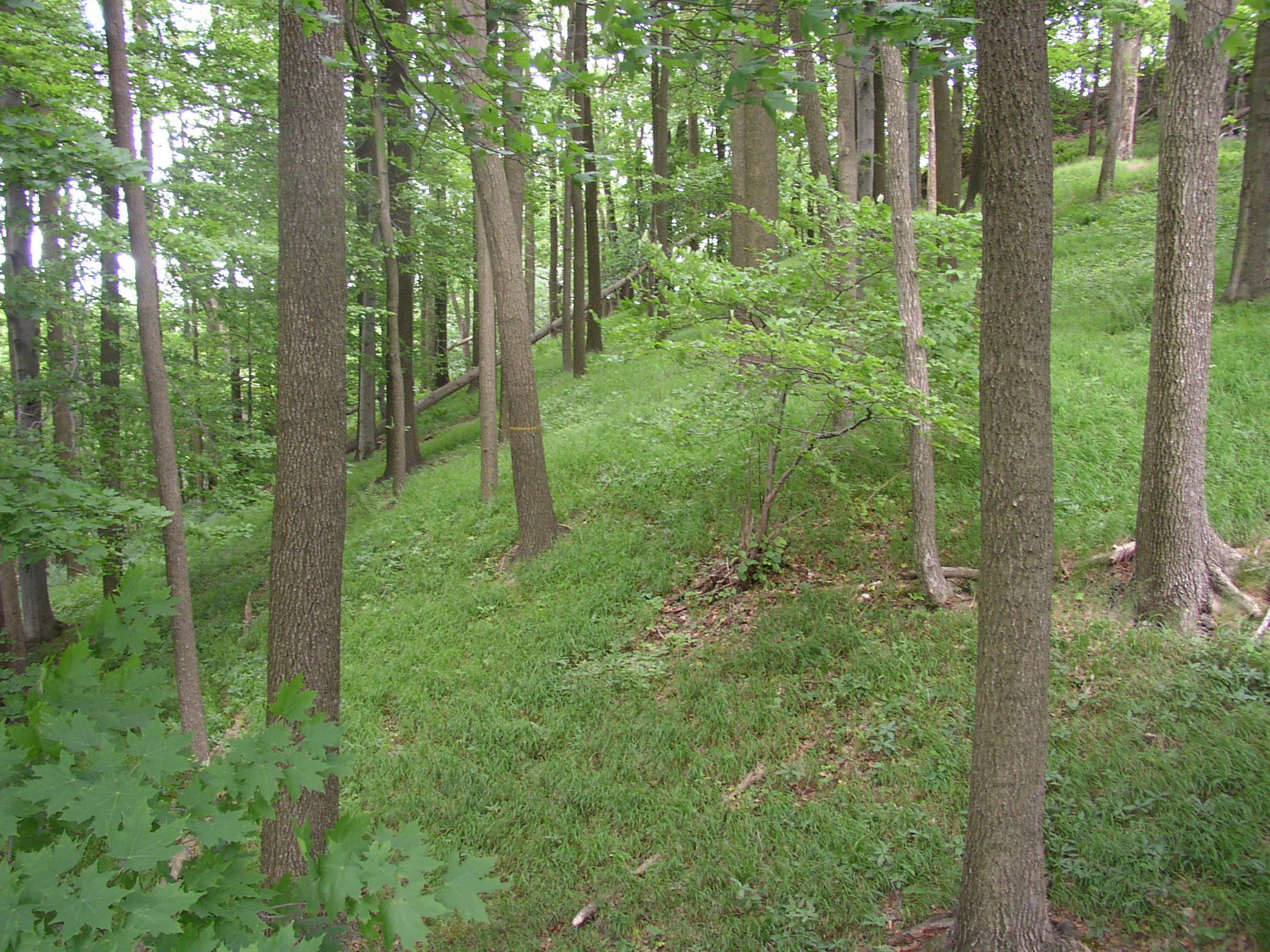
Les na Spravedlnosti
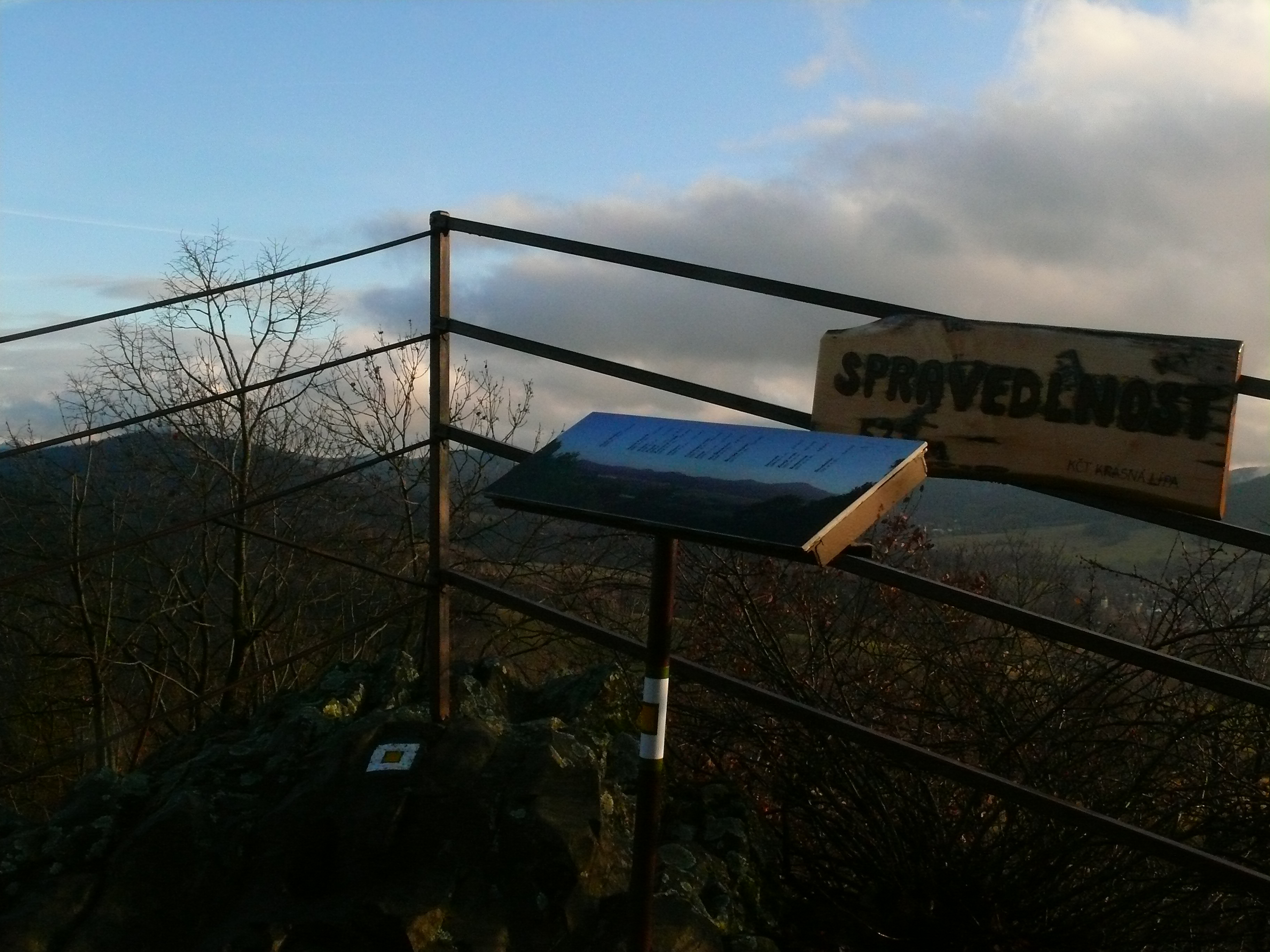
Vyhlídka na kopci Spravedlnost v Doubici
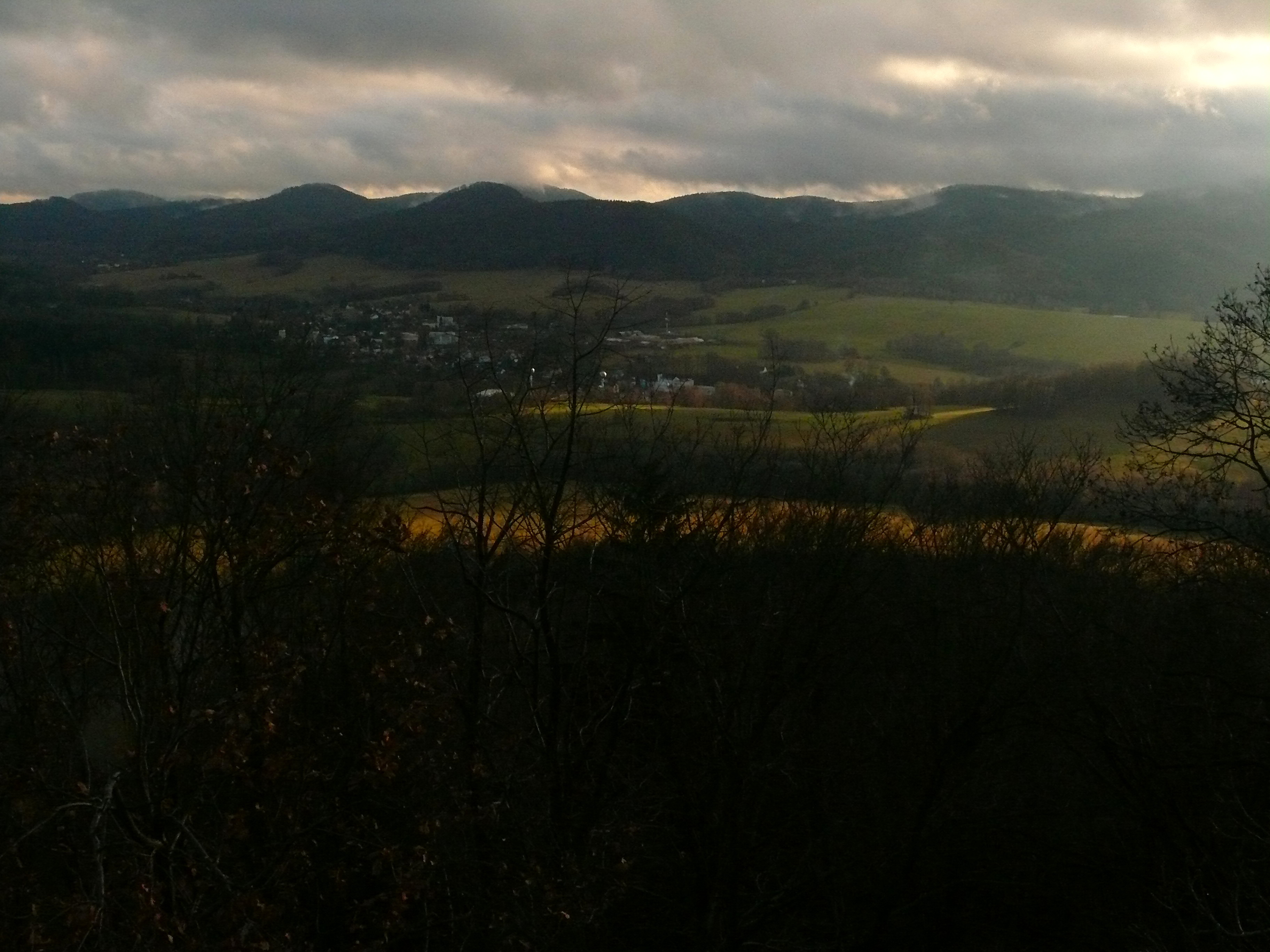
Pohled ze Spravedlnosti směrem na Krásné Pole
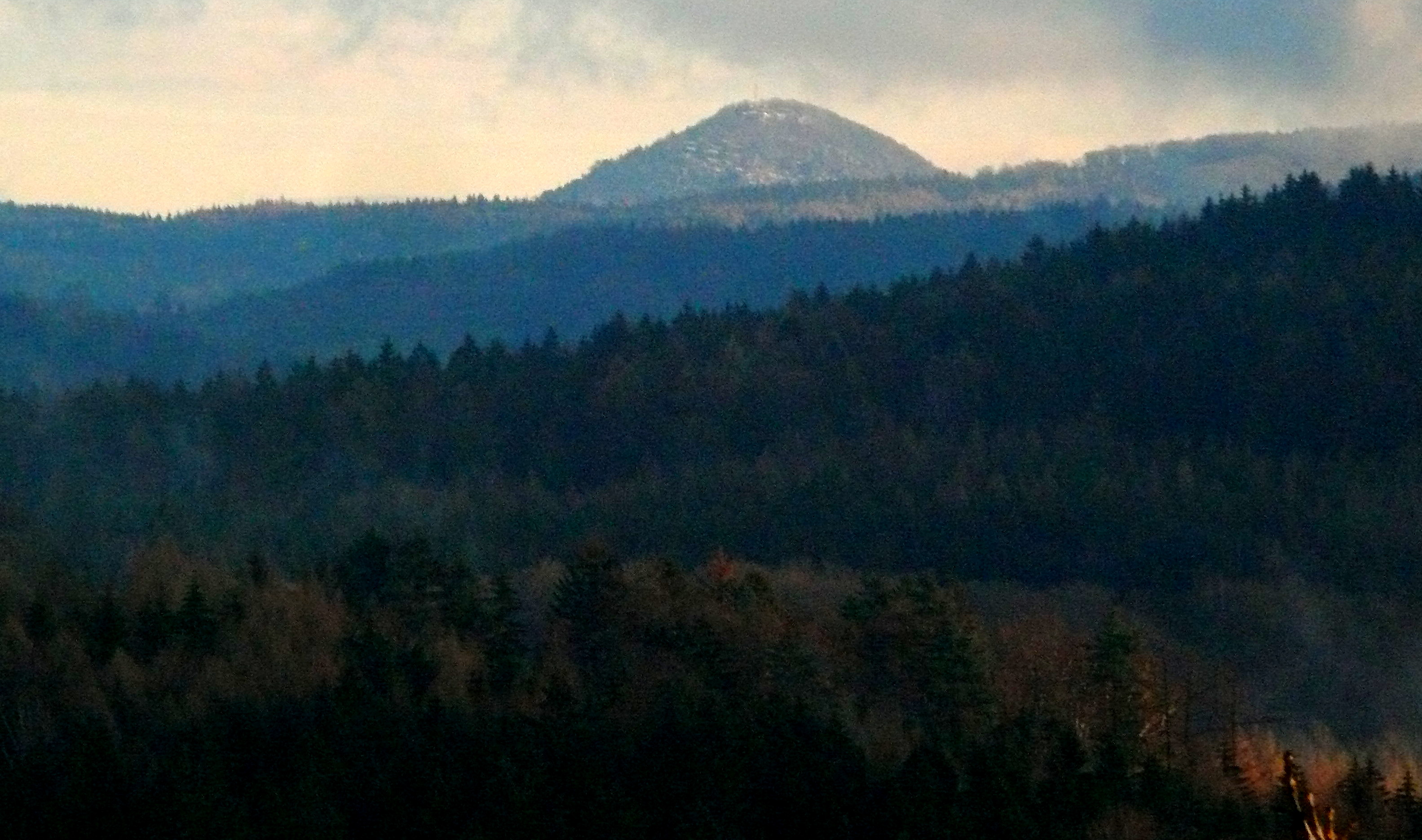
Pohled ze Spravedlnosti směrem ke kopci Hřebec